# Excentric
Excentric ist eine Alternative-Metal-Band aus Basel in der Schweiz.

## Geschichte

### 1998 bis 2012: Gründung bis erste Auflösung
Excentric wurde 1998 von Boris Gisler, Chris Furer, Pivi R. Pieren und Raff Martin gegründet. Zwei Jahre später erschien die erste EP der Band, Gimme Your Love Tonight, die stilistisch im Bereich Hardrock angesiedelt wird. Nach Supportauftritten in der Schweiz nahm Excentric in neuer Besetzung die EP Imprisoned auf, die 2002 veröffentlicht wurde. Die personellen und damit musikalischen Umbrüche sind klar zu erkennen; die EP klingt moderner und abwechslungsreicher.
Als Supportact von Bands wie Stefanie Heinzmann, Freedom Call, Chinchilla, U.D.O., In Extremo, Shakra und Sentenced erspielten sich Excentric im Laufe der Zeit eine treue Fangemeinde. In der letzten Formation veröffentlichte Excentric am 1. Dezember 2008 ihr Debütalbum Take This!, das im eigenen Tonstudio Sh!thouse Studio produziert worden war. Die dreizehn abwechslungsreichen Titel umfassen Rocknummern, Akustiktracks und melodiöse Balladen. Am 1. Juni 2011 erschien das zweite Album White Knuckle Ride, welches wiederum im bandeigenen Sh!thouse Studio aufgenommen und produziert worden war.
Die Band löste sich im Jahr 2012 nach einem Abschiedskonzert in Sissach auf.

### Seit 2022: Wiedervereinigung
Seit 2022 arbeiten Pivi, Marc und Raff wieder zusammen an neuen Songs, von denen Raise Your Wings am 22. Februar 2023 auf diversen Streaming-Plattformen veröffentlicht wurde.

## Stil
Vom Hard Rock in frühen Bandjahren hat sich der Stil der Band zu modernem Alternative Metal gewandt, der sich vermehrt auch elektronischen Klängen bedient. Zentrale Elemente bleiben mehrstimmige Gesänge, Gitarrenriffs und Schlagzeuglinien.

## Diskografie
- 2000: Gimme Your Love Tonight (Maxi-Single)
- 2002: Imprisoned (EP)
- 2006: Save Me (Single)
- 2008: Take This! (Album)
- 2011: White Knuckle Ride (Album)
- 2023: Raise Your Wings (Single)
- 2023: Black Despair (Single)